# Ole Lilloe-Olsen
Pour les articles homonymes, voir Olsen.
Ole Lilloe-Olsen (né le 28 avril 1883 à Oslo (Norvège) et mort le 30 avril 1940 à Oslo, est un tireur sportif norvégien.

## Palmarès
- Jeux olympiques d'été de 1920 à Anvers (Belgique):
  -  Médaille d'or en tir au cerf courant coup double à 100 m.
  -  Médaille d'or en tir au cerf courant coup simple à 100 m par équipes.
  -  Médaille d'or en tir au cerf courant coup double à 100 m par équipes.

- Jeux olympiques d'été de 1924 à Paris (France):
  -  Médaille d'or en tir au cerf courant coup double à 100 m.
  -  Médaille d'or en tir au cerf courant coup simple à 100 m par équipes.
  -  Médaille d'or en tir au cerf courant coup double à 100 m par équipes.